# زیردریایی یو-۷۰۳
زیردریایی یو-۷۰۳ (به انگلیسی: German submarine U-703) یک زیردریایی بود که طول آن ۶۷٫۱ متر (۲۲۰ فوت ۲ اینچ) بود. این زیردریایی در سال ۱۹۴۱ ساخته شد.